# 栄光と狂気
『栄光と狂気』（えいこうときょうき、原題：Rowing Through）は、1996年の日本・アメリカ・カナダ合作映画。
ピューリッツァー賞作家デイヴィッド・ハルバースタムのスポーツ・ノンフィクション『栄光と狂気。 オリンピックに憑かれた男たち。』を原作として、アメリカ合衆国のボイコットで1980年モスクワオリンピックに出場できなかったボート競技のアメリカ代表選手たちが、4年後のロサンゼルスオリンピックを目標に凄まじい執念を見せる姿を実話を基に描いたヒューマン・ドラマ映画。
奥山和由のプロジェクト「チームオクヤマ」の海外進出第1弾作品でもある。

## キャスト
- ティフ・ウッド：コリン・ファーガソン
- ケイト・ボーデロー：レスリー・ホープ
- ハリー・パーカー：ケネス・ウェルシュ
- ジョン・ビグロー：ピーター・マーニック
- スリム：ヘレン・シェイヴァー
- “ポーラーベアー”ネルソン：ジェームズ・ハインドマン
- ジョー・ブースカレン：クリストファー・ジェイコブス
- タキ：羽田美智子
- Al Shealy：クロード・ジュネ
- Greg Stone：アンドリュー・ターベット
- ポール・エンクイスト：クリストファー・ヘイエルダール
- Kurt Cruise：クリステン・ホールデン＝リード
- ：エレン・デヴィッド

## スタッフ
- 監督・脚本・字幕：原田眞人
  - 監督アシスタント：原田遊人
- 原作：デイヴィッド・ハルバースタム『栄光と狂気。 オリンピックに憑かれた男たち。』
- 脚本：ウィル・エイトケン
- 製作：クロード・ガニオン、ユリ・ヨシムラ・ガニオン
- 製作総指揮：奥山和由
- 共同製作：中川好久、カオル・ニシヤマ・ウッド
- 撮影：シルヴァン・ブロウル
- 美術：パトリシア・クリスティ
- 音楽：川崎真弘
  - ガットギター：千代正行
  - ボーカル：川島和子
- 音楽監督：天翔陽子
- 録音：ルイス・マリオン
- 編集：ジャン＝ギィ・モンプティ
- 製作協力：ケベック州、フジテレビジョン、ポニー・キャニオン、電通
- 製作：松竹、松竹富士、F.F.E.III、アスカフィルム